# Chnaniszu (teolog)
Chnaniszu z Hedhaijabu – mnich, teolog i pisarz działający w VII wieku; był bratem Iszujaba, biskupa Sinn Barimmy (syr. Ḳārdāliyābhādh).
W młodości obaj bracia studiowali w szkole nisibiskiej wraz z przyszłym patriarchą Iszujabem III. Po ukończeniu nauk dołączyli do konwentu na górze Izla. Chnaniszu nie zagrzał długo miejsca w monastyrze i ruszył w podróż na zachód – odwiedził Jerozolimę, a następnie Egipt, aby poznać regułę mnichów żyjących w skitach, opisywaną w dziele Palladiusza z Galacji „Raj”.
Po powrocie z podróży przeniósł się wraz z bratem do monastyru Bet Abe, gdzie skupił się na studiowaniu dogmatów. Nowo obrany patriarcha Iszujab III docenił jego wiedzę i zatrudnił przy komponowaniu dzieła zatytułowanego Hudhrā – Chnaniszu napisał tom filozoficznych objaśnień i definicji, opatrzonych komentarzami, a pracę zadedykował swojemu bratu; skomponował także dzieło dotyczące wymowy trudnych słów w dziełach Ojców Kościoła. Był także autorem innej pracy o fonologii, dotyczącej homonimów. Największym jednak dziełem była ponowna redakcja „Raju” Palladiusza, wzbogacona o obserwacje wyniesione z podróży, stworzona na prośbę patriarchy Jerzego I.